# Исиљкуљ
Исиљкуљ (рус. Исилькуль) град је у Русији у Волгоградској области. Према попису становништва из 2010. у граду је живело 24482 становника.

## Становништво
| 1939.  | 1959.  | 1970.  | 1979.  | 1989.  | 2002.  | 2010.  |
| ------ | ------ | ------ | ------ | ------ | ------ | ------ |
| 13.626 | 25.466 | 25.958 | 25.734 | 26.430 | 26.549 | 24.482 |